# 2000 AQ164
2000 AQ164 är en asteroid i huvudbältet som upptäcktes den 5 januari 2000 av LINEAR i Socorro County, New Mexico.
Asteroiden har en diameter på ungefär 13 kilometer.